# Aigre de Bray
Aigre de Bray es el nombre de la variedad cultivar de manzano (Malus domestica). 
Considerada una manzana de sidra de calidad de Ons-en-Bray, integrada en la "Communauté de communes du Pays de Bray", Picardía, departamento de Oise, en el distrito de Beauvais, donde es uno de los principales ingredientes en la creación de la icónica bebida a base de manzana de la región.

## Historia
'Aigre de Bray' es una variedad de manzana, originado en el "Pays de Bray" del noroeste de Francia.

## Características
'Aigre de Bray' es un árbol vigoroso de forma piramidal.
'Aigre de Bray' tiene una talla de fruto grande; forma aplanada cónica; epidermis con color de fondo amarillo verdoso, con un sobre color rojo, importancia del sobre color alto, y patrón del sobre color chapa / rayas, con un marcado patrón de rayas rojas brillantes entremezclada en la chapa, y "russeting" (pardeamiento áspero superficial que presentan algunas variedades) muy bajo; cáliz grande y cerrado, colocado en una cuenca profunda de forma irregular y rodeado por una corona nudosa; pedúnculo largo y delgado, colocado en una cavidad profunda en forma de embudo que está con "russeting" con venas de "russeting" tostado que sobresalen sobre el borde; carne de color crema verdoso; sabor amargo sin aroma perceptible; se mantiene bien en el almacenamiento; pertenece al grupo amargo en la elaboración de sidra.

## Usos
Una buena manzana para la elaboración de sidra. Clasificada como una manzana de sidra antigua adecuada para hacer una sidra monovarietal o se puede usar para mezclar. Brix 11.66, jugo d=1047.
También se utiliza en cocina para elaboración de tartas de manzana.

## Ploidismo
Diploide, auto estéril. Grupo de polinización: B, Día 7.